# The Hills
The Hills je americká reality show, která se poprvé objevila na televizních obrazovkách v květnu roku 2006, kdy ji od té doby pravidelně vysílala hudební stanice MTV. Děj této show je situován do prostředí Los Angeles, kam se přestěhovala hlavní aktérka Lauren Conrad, která v tomto městě začíná novou část svého života. V červenci roku 2010 byla odvysílána závěrečná řada, která tak ukončila čtyři roky práce producenta Adama DiVella. 

## Hlavní hvězdy show
- Lauren Conrad
- Kristin Cavallari
- Audrina Patridge
- Heidi Montag
- Whitney Port

## Vedlejší hvězdy show
- Brody Jenner
- Justin Brescia
- Doug Reinhardt
- Lauren Bosworth
- Spencer Pratt
- Stephanie Pratt
- Frankie Delgado
- Heidi Montag
- Stacie Hall
- Jayde Nicole